# 栗田かおり
栗田 かおり（くりた かおり、5月13日 - ）は、日本の女性声優。リマックス所属。北海道出身。血液型はA型。

## 出演作品

### テレビ
- ちぐハグ（ナレーション）
- NHK金曜時代劇『御宿かわせみ』 - おぬき 役

### 映画
- 不良少年（ヤンキー）の夢（2005年） - 高校教師 役

### アニメ
2001年
- ガイスターズ FRACTIONS OF THE EARTH（ネーニィア、カッツ・シャマレル）
- よばれてとびでて!アクビちゃん（東村山馬子）

### 劇場アニメ
2011年
- 手塚治虫のブッダ -赤い砂漠よ!美しく-

### ゲーム
2011年
- 謎惑館 〜音の間に間に〜

### 吹き替え
2001年
- マレーナ

2002年
- ダブルタップ

2003年
- ブルース・リー伝説（シャオ夫人）

2007年
- OZ アウター・ゾーン（エアロフデー）

2009年
- エージェント・オブ・ウォー（女性記者）
- ザッツ★マジックアワー ダメ男ハワードのステキな人生
- ステップ・アップ2:ザ・ストリート（フライ〈ジャネル・キャンブリッジ〉）
- ゾンビナース（サラ）

2010年
- イテウォン殺人事件（シェリー）
- 100FEET（フランシス）

2011年
- アフターライフ（ハットン夫人）
- ぼくのエリ 200歳の少女（ヴィルギニア）

2012年
- 新少林寺/SHAOLIN
- 恕の人－孔子伝－

### CM
- モリシア津田沼 - ナレーション
- タカラトミーギュッとしてポッ - ナレーション

### 舞台
- 『男の一生』三田村組ファイナル公演 作・演出／蓬莱竜太（モダンスイマーズ）
- 『ペンギンの庭』作・演出／田村孝裕（ONEOR8）
- 『オレは言い訳が聞きたかったんじゃない』作・演出／清水宏（石井光三オフィス）
- 『3ルームス』作・今いそむ／演出・三田村周三
- 他、多数